# Valeriu Pogorelov
Valeriu Pogorelov (ur. 25 czerwca 1967 w Bielajewce) – mołdawski piłkarz występujący na pozycji obrońcy.

## Kariera klubowa
Pogorelov karierę rozpoczynał w 1989 roku w Tawriji Symferopol, grającej w drugiej lidze ZSRR. W 1992 roku został zawodnikiem Tiligulu Tyraspol, występującego w pierwszej lidze mołdawskiej. Wraz z Tiligulem pięć razy wywalczył wicemistrzostwo Mołdawii (1992, 1993, 1994, 1995, 1996), a także trzy razy wygrał Puchar Mołdawii (1993, 1994, 1995).
W 1997 roku Pogorelov przeszedł do ukraińskiego Czornomorca Odessa z pierwszej ligi. W sezonie 1997/1998 spadł z nim do drugiej ligi. W 1999 roku wrócił do Tiligulu Tyraspol, jednak jeszcze w tym samym roku przeniósł się do zespołu Constructorul-93. W 2000 roku zdobył z nim Puchar Mołdawii.
Na początku 2001 roku Pogorelov odszedł do drugoligowej Dacii Kiszyniów. W sezonie 2001/2002 awansował z nią do pierwszej ligi, a po sezonie 2002/2003 zakończył karierę.

## Kariera reprezentacyjna
W reprezentacji Mołdawii Pogorelov zadebiutował 16 kwietnia 1994 w zremisowanym 1:1 towarzyskim meczu ze Stanami Zjednoczonymi, a 12 października 1994 w wygranym 3:2 pojedynku eliminacji Mistrzostw Europy 1996 z Walią strzelił swojego jedynego gola w kadrze. W latach 1994–1998 w drużynie narodowej rozegrał 11 spotkań.